# پوکمون ۳: فیلم
پوکمون ۳: فیلم (انگلیسی: Pokémon 3: The Movie) یک فیلم انیمه ژاپنی محصول ۲۰۰۰ به کارگردانی کونیهیکو یویاما به عنوان سومین فیلم در فرنچایز پوکمون (انیمه) است.